# زردانی
زردانی (به لاتین: Zardoni) یک منطقهٔ مسکونی در جمهوری آذربایجان است که در شهرستان لریک واقع شده‌است.

## جمعیت
زردانی ۹۵ نفر جمعیت دارد.

## ریشه واژه
زرد در زبان تالشی همان رنگ زرد و هونی به‌معنی چشمه است و زردانی یعنی چشمه زردرنگ.